# Iberia (revista)
Iberia fue una publicación semanal editada en Barcelona entre 1915 y 1919 sobre la Primera Guerra Mundial y abiertamente a favor de los Aliados. De tendencia catalanista, liberal y republicana, los textos publicados estaban escritos en castellano y también algunos en catalán, portugués y francés.
La revista nació a propuesta del industrial francés en Barcelona Eloi Detouche. Claudio Ametlla fue su director desde su lanzamiento, el 10 de abril de 1915. Entre los colaboradores, destacan el abogado y exdiputado Amadeu Hurtado, el director de La Publicidad Romà Jori; el periodista Màrius Aguilar; el historiador y político Antoni Rovira i Virgili; el novelista Prudenci Bertrana; el reportero Eugenio Xammar; el escritor Alexandre Plana; el poeta Josep Maria Junoy; el caricaturista Feliu Elias «Apa», el pintor Pere Ynglada, y el racista Pere Rossell. Los dibujos de Feliu se recogieron en el libro Kameraden, una edición trilingüe publicada en Francia con un prólogo del dibujante francés Georges Goursat, y un estudio de John Grand-Carteret.
Ayudó a dar a conocer las proezas y la situación de los Voluntarios catalanes en la Primera Guerra Mundial. A medida que los aliados iban consolidando sus posiciones en la guerra, Iberia lograba mayor número de anuncios y reducía el número de artículos doctrinales para dar cabida a historias de los voluntarios catalanes o crónicas de la guerra. Se trataban, además, noticias culturales con alguna relación con el conflicto bélico.

Iberia representa un grupo de élite, compenetrado seguramente más con el espíritu de Francia que con el de España. Son los de primera hora, los que al defender a los aliados sabían que combatían por una parte de su propio patrimonio espiritual.
 Amadeu Hurtado (núm. 200, 8 de febrero de 1919)